# Carlo Crivelli (slikar)
Carlo Crivelli, italijanski slikar, * med 1430 in 1435, Benetke, † 7. avgust 1500, verjetno v Ascoli Piceno

## Življenje
Po rodu iz Benetk, se je izobraževal v Padovi, nato pa deloval v južnem delu italijanske regije Marke. Pravzaprav je postal najpomembnejši aktivni umetnik na jadranskem območju, z izjemo Beneške lagune. Pod vplivom Donatella v mladosti je njegova umetnost vedno uravnotežena med perspektivično novostjo in močnim ekspresionizmom, njegove risbe pa so dajale točno in natančno predstavo. Po drugi strani pa njegova dela zaznamuje poznogotski dekorativnizem, ki ga predstavljajo večbarvni marmor, dragocena oblačila, sadje, živali in zlate arabeske, s pogosto uporabo pastelnih barv. Pravzaprav je Crivelli ostal izključen iz velikih tokov italijanske renesančne umetnosti. Vendar se v svojem provincialnem delu nikoli ni zadrževal, temveč je nenehno na novo izumljal, skozi izvirnost in iskanje formalne popolnosti: »Ne ostaja miren in nikoli ni zadovoljen s svojim ustvarjalnim talentom. Ne trudi se iskati novih kompozicij, temveč nenehno išče nove formalne rešitve, skoraj obseden s potrebo po nemogoči popolnosti«.(Zampetti, 1986) Njegovo raziskovanje je bilo drugačno od raziskav njegovih sodobnikov, a ne manj obsežno: ni iskal atmosferskega daha Giovannija Bellinija, temveč si je prizadeval vstaviti trenutke ostre resnice v kontekstu abstraktne togosti.

## Biografija
Poznavanje življenja Carla Crivellija temelji na nekaj dokumentih, ki se nanašajo nanj, in na številnih podpisih, ki jih je uporabil za svoja dela. Tudi če so te pogosto uničene in izgubljene, nam še vedno omogočajo vpogled v njegovo zasebno življenje.

### Izvor in izobrazba
Dokument z dne 13. oktobra 1444 potrjuje, da je Carlo Crivelli sin slikarja Iachobusa de Chriverisa, ki živi v Benetkah v župniji San Moisè. Ima mlajšega brata po imenu Vittore. Drugi brat, Ridolfo dal Ricci leta 1834, verjetno nikoli ni obstajal. O očetovem slikanju ni znanega niti enega umetniškega dela: verjetno je pripadal privržencem Jacobella del Fioreja ali Micheleja di Giambona. Noben dokument nam ne pove natančnega datuma slikarjevega rojstva, ki naj bi bil med letoma 1430 in 1435, saj je moral biti polnoleten 7. marca 1457, sicer ne bi bil obsojen na šest mesecev zapora in denarno kazen 200 lir. Poroča se naslednje: »Ker se je zaljubil v Tarzijo, ženo beneškega pomorščaka Francesa Corteseja, jo je ugrabil iz bratove hiše in jo skrival več mesecev. Z njo je imel telesni stik, pobožno je oskrunil zakrament zakonske zveze.« Dejanje prešuštva je bilo tako škandal in verjetno glavni razlog, da je Crivelli pobegnil iz rodnih Benetk in se ni več vrnil.
Kljub pomanjkanju dokumentov se domneva, da je moral biti Carlo Crivelli vajenec Antonia Vivarinija, Giovannija d'Alemagne in Bartolomea Vivarinija. Slednji je bil dobro seznanjen s sodobnim padovanskim slikarstvom, ki temelji na šoli Francesca Squarcioneja. Mladega Carla je oblikoval, predvsem njegov dalmatinski vrstnik Giorgio Čulinovič, znan kot Giorgio Schiavone, pa tudi Andrea Mantegna, Marco Zoppo ter Florentinca Filippo Lippi in Donatello, ki sta se naključno peljala skozi Padovo. Ni znano, ali je bil umetnik pred obsodbo v neposrednem stiku s padovansko šolo ali samo prek Vivarinija.
Kar zadeva prva leta v Benetkah, ni mogoče z gotovostjo izslediti nobeno umetniško delo Crivellija. Dela, ki so nastala v njegovem domačem kraju in jih omenja zgodovinar Carlo Ridolfi (1648), so vsa izgubljena,in sicer: San Fabiano in Nozze mistiche di Santa Caterina, ki sta bili v cerkvi San Sebastiano. Tudi: Storie di San Leone Bembo iz kapele San Sebastiano blizu San Lorenza. Ista usoda je doletela dela, ki jih je leta 1664 omenjal Moischini. Par Madon, ki jih je podpisal, Madonna Huldschinsky v San Diegu, Madonna col Bambino e putti v Veroni, ki je bila prvotno v beneških samostanih, je mogoče datirati v 1460-a in kažejo vpliv padovanske šole, čeprav je Bottari želel prepoznati povezavo z Domenicom Venezianom. Po Zampettijevi domnevi je Madonna Speyer, ki je v Fondazione Giorgio Cini, še starejša. V njem se prepozna pridih predrenesanse po Jacopu Belliniju.

### V Zadru
Po aretaciji leta 1457 je umetnik končal v Padovi, kjer se je spoprijateljil z Giorgiom Schiavonejem. Nato mu je sledil v Zadar, mesto, ki je bilo takrat pod beneško oblastjo. Tu je Crivelli omenjen v dveh notarskih zapisih. Eden z datumom 23. junija 1463 in drugi z dne 11. septembra 1465. Velja za mojstra slikarstva, prebivalca in meščana dalmatinskega mesta.
Delo iz tega obdobja nam ni znano. Dve Madonne col Bambino e due angeli sta zdaj v New Yorku, kar je Prijatelj napačno pripisal slikarju. Vendar te kažejo na določeno slabost risbe, zato je treba domnevati, da jih je moral izdelati njegov mlajši brat Vittore, ki je bil v teh letih tudi v mestu. Možno je, da Madone, ki so zdaj v Veroni in San Diegu, niso bile naslikane v njegovem domačem kraju, ampak v Zadru. 

### Prihod v Marke
Tako razlogi za njegov odhod iz Zadra kot čas njegovega prečkanja Jadranskega morja so popolnoma neznani. Vsekakor je leta 1468 podpisal oltarno sliko Polittico di Massa Fermana in je bil že leta 1469 v Ascoli Piceno, kjer se je po dokumentih sprl z meščanom. Pravzaprav je bil 16. februarja 1469 vpleten v proces proti nekemu Savinu di mastro Giovani d'Ascoli. V ta namen je s svojo zadevo pooblastil Ulisse di ser Antonio iz Benetk in Corradina Pasqualuccija iz Ascolija. Poleg tega vsa prva dela njegove umetniške kariere v Markah prihajajo iz okolice Ferma. Med njimi je oltarna slika Polittico di Porto San Giorgio (1470), zasnovana za cerkev San Giorgio, ki jo je naročil neki Giorgio, Albanec, ki se je po turških osvajanjih izselil v Marke.

### Prebivalec v Ascoliju
Dokumenti kažejo, da se je umetnik od leta 1473 naprej stalno naselil v Ascoliju. Tam je v kapeli stolnice nastala tudi oltarna slika Poliptih svetega Emidia. Bivanje v mestu potrjuje tudi nakup hiše za deset dukatov v Sestiere di San Biagio z dne 17. junija 1478. Na nam neznan datum se je poročil z neko Iolando v Ascoliju. Ta je morda prišla iz Atrija v Abruzzih. Rodila mu je hčer po imenu Diana in mladega fanta, ki je umrl avgusta 1487. Par je posvojil tudi dekle po imenu Biasiola. Domnevalo se je, da je umetnik v tistih letih obiskal Toskano ali mesto Ferrara, kjer so obstajala dela Rogierja van der Weydna. Vendar noben dokument ne potrjuje tega bivanja. Zdi se, da je Crivellijevo življenje na območju Ascolija potekalo brez prekinitev do njegove smrt. Zaradi njegove slave ali njegovega podjetniškega duha je obiskal številne kraje na tem območju, da bi naslikal in podpisal številne oltarne slike.

### Bivanje v Camerinu
Posebej velja omeniti nekatera bivanja v mestu Camerino, ki je bilo pod vladavino družine Varano in je bilo v svojem kulturnem razcvetu. Tam so bili dejavni tudi različni slikarji, med drugim Girolamo di Giovanni in Giovanni Broccati, ki ju je Crivelli poznal že iz šole Squarcione v Padovi. Poleg tega so bili prisotni nekateri tuji mojstri, na primer Nicolò Alunno, ki je moral imeti določen vpliv na svojega beneškega kolega, čeprav mu umetniško ni bil slabši.
Leta 1482 je Crivelli podpisal oltarno sliko Polittico di San Domenico di Camerino. Sledila so bolj ali manj zahtevne naročila, v Ascoliju in Camerinu, zato se domneva, da je umetnik skozi 1480-ta bival izmenično v obeh mestih, pri čemer je bilo bivanje v slednjem daljše, navaja dokument iz leta 1488. Zapisano je, da je imel stalno prebivališče v mestu Varano. V tistih letih je bila vojvodska palača okrašena in zdi se, da je tam deloval tudi Crivelli, čeprav v redkih fragmentarnih dokumentih ni mogoče najti nobene sledi.
Ko je postal starejši, je prevzel nekaj novosti od drugih umetnikov, kot je nova struktura oltarne slike v primerjavi s ponavljajočim se poliptihom. Poseben primer tega je L'Annunciazione di Ascoli iz leta 1486. Posebnost tega dela, ki je bilo prvotno v cerkvi Santissima Annunziata v Ascoli Piceno, dokazuje, da je umetnik odlično obvladal nove tehnike renesančnega slikarstva. Če je res, da je za Crivellija značilna njegova starinska slikarska tehnika, ki temelji na liniji beneške tradicije pred Bellinijem, ni posledica nepoznavanja renesančnih slikarskih tehnik, temveč umetnikovega namerno izbranega arhaizma.

### Zadnja leta
Za leto 1488 je v Ascoliju dokumentirana smrt njegovega edinega sina, katerega starost in ime nista znana. Najbrž pa je bil precej mlad, saj je ob njegovem pogrebu v mestnih računih zapisano darilo dveh funtov voska od umetnika. To je zadnje znano znamenje umetnikovega življenja v mestu, medtem ko so se naročila izven mesta kopičila. 10. maja 1488 je dobil naročilo za slikanje oltarne slike Polittico del Duomo di Camerino, impresivnega dela, namenjenega za glavni oltar stolnice v Camerinu.
V zadnjih letih svojega življenja se je Crivelli nenehno gibal med Camerinom, Matelico, Fabrianom in Pergolo. V to obdobje sega pomemben dogodek v umetnikovem življenju, in sicer podelitev naziva miles (1490) s strani Ferdinanda Aragonskega, princa Capue in bodočega neapeljskega kralja. V težkem obdobju svoje države je Ferdinand ohranil dobre odnose z Ascolijem, vendar je bil v latentnem sporu s Papeško državo, zato je princ septembra 1491 prečkal reko Tronto in zasedel velika območja Ferma in Ascolija, ki sta bila pod papeško jurisdikcijo. Ascoli je torej od avgusta istega leta kardinal Balue izobčil, ker je bil preblizu Ferdinandu, prepovedane pa so bile tudi njegove cerkve. Medtem ko je papež Sikst IV. iskal zaveznike, da bi zaustavil sovražnika, je slednji umaknil svoje čete in pustil prebivalce Ascolija, da se soočajo s svojimi težavami, »tako da so utrpeli veliko ponižanje«. Od tega trenutka je prevzel naziv, ki ga je prejel slikar v razmerju do takratnih okoliških stanj, kaže na dvoumno povezavo.
Od te listine je Crivelli pripadal knežji družini in se ne omenja niti kot Benečan niti kot slikar, ampak kot državljan mesta Ascoli in zvest privrženec neapeljske monarhije. Konec koncev je bil Ferdinand vnuk Francesca Sforze, ki je bil dolgo časa gospodar mesta. Podelitev naslova slikarju je treba razumeti kot zahvalo za dokazano zvestobo Ascolanov v sporu s papežem. Od takrat je Crivelli svoja dela vedno podpisoval z naslovom miles. Po knezovem odhodu mu je ta častni naziv povzročal težave, kar je lahko bil razlog za njegov odhod iz mesta. V zadnjih letih se je povečalo njegovo bivanje v različnih krajih. Zadnji dokument z dne 7. avgusta 1494 dokazuje njegovo prisotnost v Fabrianu, kamor je prinesel oltarno sliko.

### Smrt
Slikarjeva smrt naj bi nastala med dokončanjem oltarne slike Pala di San Francesco a Fabriano in 7. septembrom 1495, ko je mlajši brat Vittore iz Ferma želel uveljaviti svojo zahtevo kot univerzalni dedič. Pojasnil je, da o Carlovi družinski situaciji ni vedel ničesar. Prav tako je izjavil, da ne ve ničesar o otrocih ali zakonu. To je posledica popolnega pomanjkanja stikov med bratoma skozi leta. V istem dokumentu pa je Vittore priznal, da je v življenju zanemaril svojega brata in mu bil dolžan hvaležnost, verjetno na umetniškem področju. Lokalno zgodovinsko izročilo pripoveduje, da je Carlo Crivelli umrl v Fermu in bil pokopan v cerkvi San Francesco. Vendar pismo Vittoreja sodniku Ascolija to opombo zavrača; niti ni gotovo, ali je umrl v Ascoliju. Bolj verjetno je, da je umrl med bivanjem v Pergoli, Matelici ali Fabrianu.
O družinskem položaju slikarja lahko sklepamo le iz dokumentov, ki so nastali po njegovi smrti. Vse se nanaša na zapleteno vprašanje dedovanja. Ime njegove žene Iolande se prvič pojavi v listini iz leta 1500, potem ko je bil Karlo pet let mrtev. Njegova žena je morala biti precej mlajša od njega samega, če se po koncu dednih procesov leta 1511, leta 1524, še vedno omenja kot živa. Po smrti hčerke Diane se je sprla z zetom, ker ga je skušala izključiti iz dediščine. Karla, sina svoje pastorke Biasiole, ni upoštevala niti v svoji oporoki, čeprav je nosil ime svojega posvojitelja.

## Slog
Čeprav je bil Carlo Crivelli eden tistih beneških slikarjev, ki so jih delo Francesca Squarcioneja in Andrea Mantegne navdihnilo, da sta prevzela njihov slog in tako uveljavila formalni jezik renesanse na svojem področju delovanja, je na določen način ostal tudi znotraj ustaljenih tradicije zveste gotiki. Posledično je razvil popolnoma neodvisen, nezmotljiv slog slikovnega jezika, ki je bil popolnoma neodvisen od drugih slikarjev v Benečiji. Na prvi pogled se njegovi liki običajno zdijo ostri in strogi, ko pa se jim približaš, delujejo tako strašljivo, da se je težko upreti njihovi fascinaciji. Razvil je prav posebno naklonjenost do dekoracije in veličastnih ornamentov, s katerimi je svoje slike pogosto preobremenjeval. Sem spadajo tudi kumare, prisotne na številnih slikah, ki ustvarjajo skoraj nadrealističen učinek. Včasih je posamezne elemente svojih slik oblekel z ometom, tako da so dela na posameznih delih videti kot relief. Crivelli je temu slogu ostal zvest do konca življenja.

## Zapuščina
Delo Carla Crivellija je bilo globoko zakoreninjeno na ozemlju Marke. Posebej je vplival na svojega mlajšega brata Vittoreja, pa tudi na slikarje Pietra Alemanna, mladega Cola dell'Amatrice in mnoge druge, vključno z Lorenzom d'Alessandrom in Stefanom Folchettijem. Vincenzo Pagani je prešel iz vpliva Crivellija v vpliv Lorenza Lotta, med dvema velikima Benečanoma umetnosti Mark.